# Úterý

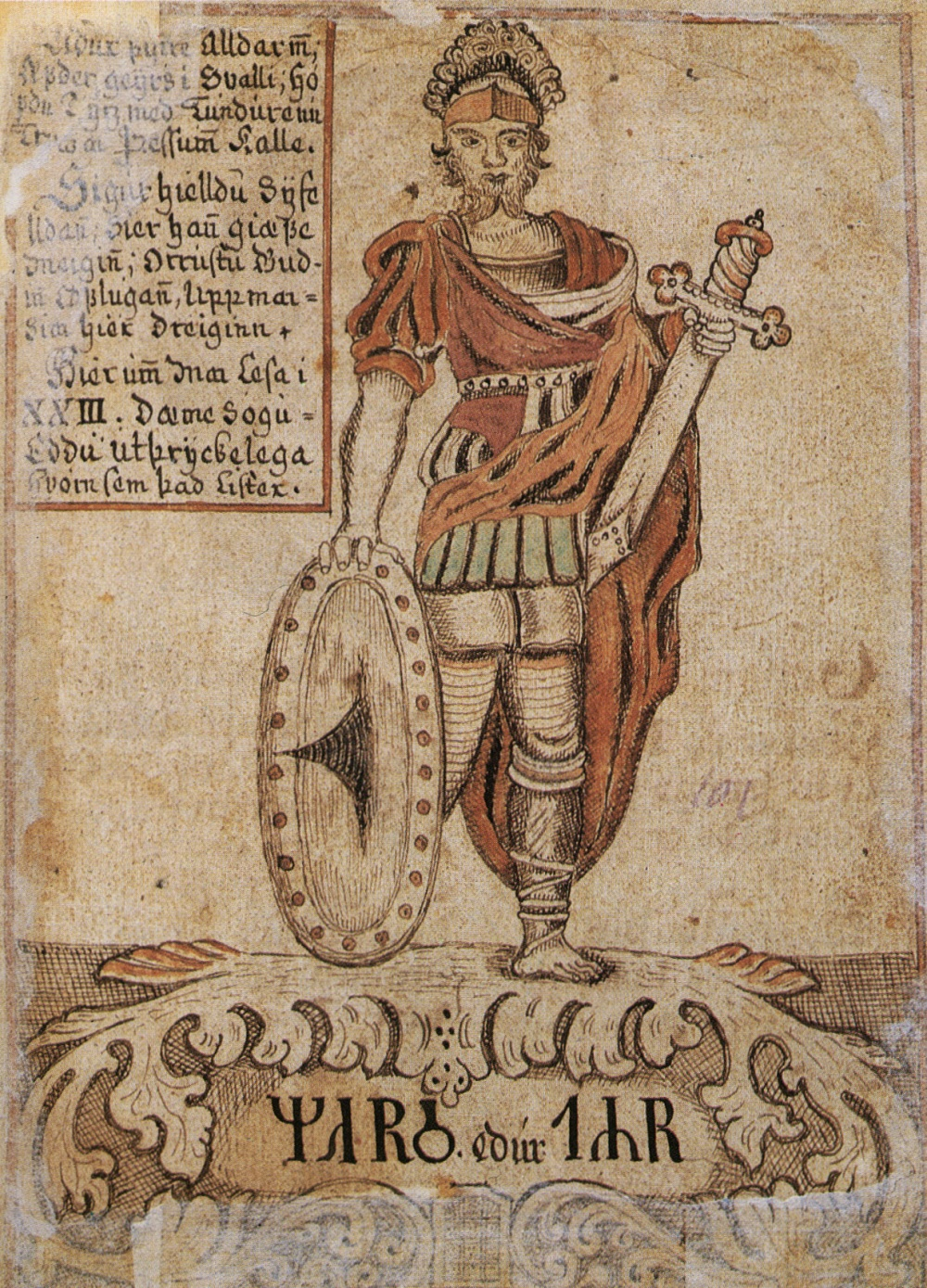
Od boha Týra (na obrázku) a jeho protějšku Marta je odvozen název úterý v germánských a románských jazycích.

Úterý (zast. a nář. úterek) je jeden ze sedmi dnů v týdnu. V českém občanském kalendáři se počítá za druhý den týdne, ale v tradičním židovském a křesťanském kalendáři se považuje za den třetí.
Název dne pochází (stejně jako slovo vteřina) ze staročeského slova vterý, což znamená „druhý“. Podobně je název druhého dne v týdnu utvořen i v některých dalších slovanských jazycích např. rusky вторник (vtornik),  polsky wtorek, ukrajinsky вівторок (vivtorok), nebo bělorusky аўторак (aŭtorak).

## Zajímavosti
V obchodu, zvláště pak v administrativě, studie prokázaly, že úterý je nejproduktivnějším dnem týdne. Někteří lidé považují úterý za nejméně oblíbený den v týdnu, protože v tomto dni již nejsou tak uvolnění jako v pondělí (po předchozích víkendových dnech), a přitom je většina pracovních dnů ještě před nimi.
V řeckém světě je úterý (den v týdnu, kdy padla Konstantinopol) považováno za nešťastný den. Podobně je tomu ve španělsky mluvícím světě, kde přísloví říká En martes, ni te cases ni te embarques (v úterý se nikdo nemá ženit ani začínat cestu). Pro většinu lidí mluvících řecky nebo španělsky je považován za nešťastný třináctý den v měsíci, pokud připadne na úterý a ne na pátek jako v jiných zemích.
Úterý je obvyklým volebním dnem ve Spojených státech. Federální volby se konají v úterý po prvním listopadovém pondělí; toto datum bylo stanoveno zákonem z roku 1845 pro prezidentské volby (specificky pro výběr shromáždění volitelů), a bylo rozšířeno roku 1875 i na volby do sněmovny representantů a roku 1914 i na volby do Senátu. Úterý totiž bylo nejdříve možným dnem v týdnu pro volby v USA v dobách 19. století: občané museli často cestovat do měst k volbám celý den a vzhledem k slavení neděle, většina z nich nemohla v tento den cestovat.

## Úterý v jiných jazycích

Slovo pro úterý v evropských jazycích

V latině se tento den nazývá Martis dies, což znamená „Martův den“. V románských jazycích, kromě portugalštiny, je název pro „úterý“ odvozený z latinského názvu: mardi ve francouzštině, martes ve španělštině, martedì v italštině a marţi v rumunštině. Portugalci namísto pohanských jmen používají čísla a tak jejich název pro „úterý“ zní terça-feira.
Germánské názvy pro „úterý“ jsou odvozeny od skandinávského boha Týra (syna jednookého Ódina, neboli Wodana, hlavního boha), který byl ekvivalentem římského boha války Marta.
- Staroanglicky: Tiw, Tew, nebo Tiu
- Švédsky: Tisdag
- Dánsky: Tirsdag
- Norsky: Tirsdag nebo Tysdag
- Islandsky: Týsdagur
- Finsky: Tiistai (přejaté)

Anglický název Tuesday pochází ze středoanglického Twisday a to zase ze staroanglického Tiwes dæg odvozeného od Týra. Německý název Dienstag a nizozemský Dinsdag se zdá být odvozený od boha odkazujícího na Římany jako je Mars Thingsus, boha thingu, kterým mohl být také Týr, nebo možná nějaký jiný germánský bůh. Toto slovo se šířilo z území dolního Rýna v německy mluvících končinách a vytlačilo hornoněmeckou formu Ziestag. Tento výraz vznikl z alemánského Zischtig/Zischdi a přešel do něj ze starohornoněmeckého ziestag/ziostag („Ziův den“), odkazující na Ziu, což byla starohornoněmecká psaná forma germánského boha Tiu, který mohl být právě identický s Martem Thingsusem. Severogermánská varianta boha Ziu byl pak Tyr.
Ruské slovo vtórnik je podobně jako v češtině odvozeno z významu „druhý“.
Kvakeři tradičně označují úterý jako „třetí den“, aby se tak vyvarovali pohanského původu anglického názvu pro tento den.
Hindský název pro úterý je Mangalwar, přičemž Mangal je v sanskrtu název pro planetu Mars.

### Přehled
| jazyk         | výslovnost                        | význam                   | poznámka |
| ------------- | --------------------------------- | ------------------------ | --- |
| Albánština    | E Marta                           | Den Marta                | doslovný překlad |
| Angličtina    | Tuesday                           | Týrův den                | doslovný překlad |
| Arabština     | ثلاثاء‎ al-thalantha               | třetí (den)              | doslovný překlad |
| Čeština       | úterý                             | Druhý den týdne          | ve slovanských jazycích jsou jména dnů spjatá s jejich pořadím v týdnu a s několika církevními obyčeji |
| Čínština      | 礼拜二 星期二 libaier xingqier    | druhý den týdne          | Čínské dny v týdnu jsou číslovány 礼拜 libai je více jihočínská varianta slova týden a vychází zhruba ze smyslu „zbožňovat, ctít“ 星期 xingqi je jiný mandarinský výraz pro týden a skládá se z písmen 星 xing (= hvězda) a 期 qi (= období, perioda), může být tedy překládán jako „hvězdné období“, ohlas na původní babylonský význam. |
| Dánština      | tirsdag                           | Týrův den                | doslovný překlad |
| Francouzština | mardi                             | Martův den               | doslovný překlad |
| Hebrejština   | יום שלישי jom šliši               | třetí den                | doslovný překlad |
| Hindština     | मंगलवार mangalvār                   | Den Marsu                | doslovný překlad |
| Italština     | martedì                           | Den Marta                | doslovný překlad |
| Japonština    | 火曜日 kajóbi                     | Den Marsu                | Japonské dny v týdnu jsou nazývány podle nebeských těles: Slunce a Měsíc, pak následuje pět planet přiřazených jednomu z pěti elementů. |
| Korejština    | 화요일 hwayoil                    | Den Marsu                | Korejské dny v týdny jsou též nazvány podle nebeských těles. |
| Latina        | dies Martis                       | Den Marta                | doslovný překlad |
| Maďarština    | kedd                              | druhý den                | doslovný překlad ze slovanského vterý |
| Němčina       | Dienstag                          | Týrův (Marta Thinga) den | doslovný překlad |
| Norština      | tirsdag (bokmål) tysdag (nynorsk) | Týrův den                | doslovný překlad |
| Novořečtina   | Τρίτη tríti                       | třetí (den)              | doslovný překlad; pondělí (druhý den) je Δευτέρα/Deftéra – srov. deuterium |
| Perština      | سه شنبه sešanbe                   | třetí den                | doslovný překlad |
| Portugalština | terça-feira                       | třetí den                | doslovný překlad (slovo feira není samotné používáno ve smyslu „Den“; z lat. „feria“ – volný den – pak „3. den po dni odpočinku“ – tím byl míněn sabat |
| Ruština       | Вто́рник vtórnik                   | druhý den                | ve slovanských jazycích jsou jména dnů spjatá s jejich pořadím v týdnu a s několika církevními obyčeji |
| Španělština   | Martes                            | Den Marta                | doslovný překlad |
| Švédština     | tisdag                            | Týrův den                | doslovný překlad |
| Turečtina     | salı saly                         |                          | |

## Významná úterý
- Černé úterý ve Spojených státech odkazuje na 29. říjen 1929, součást velkého krachu na burze v roce 1929. Toto úterý následovalo po černém čtvrtku. Krach na burze znamenal začátek velké hospodářské krize.
- úterý 11. září 2001 – letecké atentáty v USA
- Patchovací úterý je druhým úterým každého měsíce, kdy firma Microsoft zveřejňuje patche pro své produkty. Někteří systémoví administrátoři nazývají tento den černým úterým.
- Masopustní úterý (také zvané Mardi Gras – tučné úterý) předchází první den půstu v západním křesťanském kalendáři.
- Super Tuesday je úterý, ve kterém mnoho ze států USA pořádá své prezidentské primárky.
- Kalné ráno 14. září 1937 úmrtní den T. G. Masaryka